# Gulskivig kanelspindling
Gulskivig kanelspindling (Cortinarius croceus) är en svampart som först beskrevs av Jakob Christan Schaeffer, och fick sitt nu gällande namn av Samuel Frederick Gray 1821. Gulskivig kanelspindling ingår i släktet Cortinarius och familjen spindlingar.  Arten är reproducerande i Sverige. Inga underarter finns listade i Catalogue of Life.